# かり (駆潜艇)
かり（ローマ字：JDS Kari, PC-301）は、海上自衛隊の駆潜艇。かり型駆潜艇の1番艇。艇名は雁に由来する。隼型水雷艇「雁」、鴻型水雷艇「雁」に次いで日本の艦艇としては3代目。

## 艦歴
「かり」は、昭和29年度計画甲型駆潜艇3001号艇として、藤永田造船所で1956年1月18日に起工され、1956年9月26日に進水、1957年2月8日に就役し、佐世保地方隊に編入された。
1957年3月25日、佐世保地方隊隷下に第1駆潜隊が新編され「きじ」とともに編入。
1960年12月1日、第1駆潜隊が横須賀地方隊隷下に編成替え。
1977年3月15日、除籍。